# 榛名號戰艦
榛名（日语：／ Haruna）是大日本帝國海軍（以下簡稱為日本海軍）的巡洋戰艦（即西方的戰鬥巡洋艦），後改為戰艦，金剛型戰艦3號艦。

## 艦名來源
艦名的來源，為取自群馬縣上毛三山之一的榛名山。作為戰艦不使用舊國名而是山岳名的原因，是因為包括「榛名」在內的金剛型戰艦，在最初期的計劃中是「裝甲巡洋艦」，所以跟從一等巡洋艦的命名慣例。艦内神社是從榛名神社分祀出來，艦長以下乘組員為經常進行參拜，另外榛名神社方面也不時派遣神職作交流。戰後，艦名由海上自衛隊的榛名型護衛艦「榛名」所繼承。

## 建造經過
「榛名」在最初的計劃中為「第二號裝甲巡洋艦」，於1911年4月，在神戶的川崎造船所（後來的川崎重工業）下訂。在「榛名」之前，所有的主力艦均在海外下訂或在海軍工廠建造，因此「榛名」可說是第一艘由民間造船廠承辦建造的主力艦。另一方面，三菱合資會社長崎造船所（後來的三菱重工業）也承造了「第三號裝甲巡洋艦（後來的金剛型戰艦4號艦霧島）」，由於「榛名」與「霧島」的工程的進度近乎一樣，因此顯示出兩家造船廠在建造兩艦期間有很強的競爭意識。川崎造船所早在「榛名」建造以前﹐己經購入了在德國設計的大型門式起重機及英國製的艤裝用起重機等設備，準備將來建造大型軍艦。
「榛名」在1912年3月動工，1913年（大正2年）下水。在工程進得如火如荼的1914年，發生了一件悲劇事件。該年的11月18日原預定進行對引擎的繋留測試，但由於在測試前出現故障，令預定日期推遲了6日。而在本來進行測試的18日早上，建造引擎的最高負責人，川崎造船所造機工作部長篠田恒太郎以刀自殺。當時沒有留下遺書等物品，但確實令人認為是對繋留引擎測試的延期感到自責。這證明了當時建造軍艦的人，是懷抱著強烈的責任感在工作的。
篠田死後約半年，巡洋戰艦「榛名」及同型艦「霧島」同日竣工，「榛名」則被移交到海軍横須賀鎮守府。在此以後，民間造船所正式開始進行對主力艦的建造。另外，與「霧島」同日竣工的理由，是日本海軍得知篠田工作部長自殺後，考慮到兩家造船廠所做的決定。

## 新造時的特徵
引擎是使用與川崎造船所進行技術合作的約翰布朗公司（John Brown and Company）的布朗·科蒂斯式直結渦輪引擎，該引擎由川崎造船製造並安裝在「榛名」上。這引擎能以一個渦輪的壓力分別推動多個不同的汽缸，並由汽缸推動2支直結的推進軸。
在武裝上的特徵，是主砲並沒有使用維克斯的製品，而是採用日本國產的四一式36厘米砲（正確為14吋=35.6厘米），該砲由「榛名」率先採用。
再者，在新造時原本裝備有單舷8門，合共16門的副砲，並設置於兩舷略底於甲板的砲廓內，但在第一次世界大戰後，基於戰艦的作戰模式多為以主砲射擊為主，令射程短射界窄的小口徑砲的使用機會大減，在後來更以減輕重量及抗沉對策為名目拆除。先在1932年以增設對空機槍及減輕重量為由將兩舷前方的1、2號副砲拆除，在太平洋戰爭期間的1944年2月時再拆走6門，令在戰爭後期只剩下單舷4門共8門副砲。
另外，與其他金剛型戰艦同樣，「榛名」在新造時於單舷裝備了4門，合共8門的53.3厘米魚雷發射管。但它們並非左右對稱，而是左右有些微偏差，固定裝備在吃水線下。當時砲戰的預定距離較為短，因此併用了破壞力較高的魚雷，但在後來砲戰距離延長而「榛名」也沒有發射過魚雷的記錄。而這發射管在後來是否被拆除、在第二次改裝後有否被保留各有不同說法，在事實上除了新建造時外並沒有明確資料。

## 艦歷

### 戰前
於1912年3月16日在川崎重工業神戶造船所動工。1913年12月14日得伏見宮貞愛親王列席並下水。1915年4月19日以巡洋戰艦（即西方的戰鬥巡洋艦）身份竣工，並入籍横須賀鎮守府。
同年6月5日，大正天皇為了親自檢閱新鋭的巡洋戰艦及樺型驅逐艦，行幸横須賀軍港。午前11時10分，大正天皇乗坐「榛名」並進行親閲。之後移駕到「霧島」，同様在艦內親閲。下午2時50分退艦，並返回東京。同年12月與3艘同型艦共同編入第二艦隊第三戰隊。
1916年，率先從英國海軍引入方位盤射撃瞄準裝置（但為原型機），並為日本海軍中首次裝備。該裝置能使所有砲門預備攻擊同一目標時，統一砲門的指向及發射，為一種遙控操縱系統。
這時正值第一次世界大戰期間，而日本因身為協約國一員而隨同參戰，「榛名」亦前往中國方面、北支（中國北部）方面、蘇聯方面進行警備活動。
1920年9月12日，為準備對西伯利亞出兵作出支援，因此在北海道後志支廳近海進行戰鬥訓練，期間1號砲塔的右砲內因榴彈破裂而發生「炸膛」事故，導致15名人員死傷，亦令艦體各處有不同程度的損傷，因需要進行修理而返回橫須賀。另一方面，於第一次世界大戰期間日德蘭海戰的經驗，使戰鬥巡洋艦在遠距離砲戰時，其水平防禦在抵禦垂直落下砲彈時的脆弱性開始受到重視，並成為必須要改善的問題，在「榛名」返回並入渠修理時，順便為此進行防禦強化及主砲射程延長的工程。在改裝期間，各海軍列強於1921年簽訂了華盛頓裁軍條約，為此，計劃中以取代金剛型的金剛型代替艦方案不得不停止，而建造中的天城型亦要停工，因此只好將金剛型近代化試圖維持第一線的戰鬥力。剛好「榛名」暫時完成小改裝並成為練習役務艦脫離現役，於1924年繼續進行之前的近代化大改裝。結果「榛名」成為第一艘實施第一次近代化改裝的金剛型巡洋戰艦。這改裝是將舊有的煤炭與重油混燒鍋爐更換為重油專燒鍋爐，以及將上層建造物及船體作全面近代化改裝。結果將長年使用低矮司令塔配高大船櫓組合的艦橋，改造成被喻為日本戰艦特徵及極具重量感的「城廓型檣樓」（英語：Pagoda mast，直譯為「宝塔型檣樓」），而「榛名」即為第一艘使用該設計的戰艦。不過，改裝使重量大增，令航速降至25節，亦因此於1931年6月1日，「榛名」與另外3艘姊妹艦的艦種由巡洋戰艦改為戰艦。另外，金剛型全艦原本準備將所有混燒鍋爐更改為專燒鍋爐，但由於預算所限這時的「榛名」仍留下部份混燒鍋爐。而這一連串改裝的結果，使「榛名」成為日本海軍中少有脫離現役達8年的特例。
全部的改裝於1928年完成後，於同年的12月4日，為記念昭和天皇即位而舉行的大禮特別觀艦式期間，「榛名」作為供天皇乘坐的御召艦。供奉艦為戰艦「金剛」（先導艦）、「比叡」、裝甲巡洋艦「磐手」，而賜饌艦為「榛名」、「金剛」、「比叡」、「赤城」。該年的觀艦式為明治以來最多艦船參加的一次達186艘，當中亦有不少由外國到來的參列艦，其中軍艦7艘，外船15艘。
1931年11月8日，昭和天皇進行熊本行幸期間再次作為御召艦。11月19日、昭和天皇乘坐「榛名」從鹿兒島前往横須賀再返回東京。
其後由於發生九一八事變令日中關係緊張﹐而於1937年日中戰爭全面爆發之前，「榛名」亦經常在中國方面進行警備活動。
在這形勢下﹐亦趁機為防空及航空武裝等進行細部的追加改裝，於1933年9月、海軍軍縮條約失效後更進行第二次的大規模近代化改裝，而這次「榛名」在同型之中艦也是第一艘進行改裝。在整整1年的第二次近代化改裝中﹐不但更新了動力部份，亦進行了船體及上層建造物的近代化改裝，動力上與新建造時比較下，馬力不但倍增，速度上亦達到30節而成為高速戰艦（雖然在官方分類中早列為「戰艦」，但在這以後金剛型戰艦在一般情況下也是稱為高速戰艦）。最早完成近代化改裝的「榛名」，因對應砲戰距離延長的關係而升高了後部艦橋，但亦因太接近後部煙囪而阻礙了其排熱，在後來改裝的「霧島」等艦為此對後部艦橋進行向後傾斜的修改以免阻礙排熱，這亦成為「榛名」與其餘的姊妹艦在外觀上其中一個與別不同的特徵。另外相對於「金剛」及「比叡」帶稜角的主砲塔側面，「榛名」與「霧島」在比較上為圓滑，這亦為金剛型各艦在外觀上另一個不同的特徴（在「榛名」兩支煙囪之間的空間為與其他同型艦為闊也是其特徴之一）。
在第二次近代化改裝完了後於1934年移籍到佐世保鎮守府。
1937年8月21日，「榛名」與伊1、伊2、伊3、伊4、伊5、伊6、戰艦「長門」、「陸奥」、「霧島」、輕巡洋艦「五十鈴」共同在多度津港出港，在長江河口沿岸進行作戰行動到23日為止。
已確定無法避免對美戰爭的1941年10月期間，為艦上加設以擾亂磁性魚雷的舷外電路，另外亦使用水密鋼管來充填船腹（為舷側水線下突出的部份，用以防彈及防止入水）以作為出戰前的準備。

### 太平洋戰爭

#### 開戰
於太平洋戰爭開戰時，與其餘三艘同型艦共同配屬於由三川軍一中将所率領的第一艦隊第三戰隊﹐而當時的艦長為高間完大佐，後與同型艦「金剛」及第一小隊共同負責支援南方作戰。於1941年12月4日﹐以馬公作為據點出擊，並由馬來登陸作戰開始為陸軍作支援，其後亦為比島（菲律賓）登陸作戰、蘭印（荷屬東印度，即現在的印尼）攻略作戰等作支援。期間，雖然意圖迎擊從新加坡出擊的英軍戰艦「威爾斯親王」號及戰鬥巡洋艦「卻敵」號但沒有成果，而在最後該艦隊是被日本軍航空隊所消滅（馬來亞海戰）。
1942年2月﹐在珍珠灣攻擊等作戰完結後回航，並與南雲機動部隊會合，其後4艘金剛型戰艦一同從事印度洋作戰，並於3月1日在爪哇島近海與僚艦將從澳洲方向逃走的美國驅逐艦「艾德索」號以砲擊擊沉，後在3月7日對聖誕島進行砲擊。
於同年6月5日的中途島海戰中，雖與「霧島」共同為機動部隊進行護衛，但是當中的航空母艦還是被全滅，而在奮戰之後，「榛名」救助了因受到攻擊而發生大火的航空母艦「飛龍」上的乘員，不過「榛名」本身也因近失彈命中而受損。在返航後，高間艦長（於5月昇進為少將）調任為第四水雷戰隊司令官，後任的石井敬之大佐於6月22日到任成為艦長。再者，於7月14日「榛名」轉調到第二艦隊（以戰艦部隊為主力），並再次與「金剛」共同編成第三戰隊（「比叡」與「霧島」為編成第十一戰隊其隸屬第三艦隊）。
同年9月，因瓜達爾卡納爾方面的戰事惡化，而被編入前進部隊本隊以參與戰鬥﹐並被據點移至楚克島。由於當時收到陷入困境的陸軍請求，所以於10月13日與「金剛」共同對亨德森飛行場進行艦砲射擊以癱瘓其運作。順帶一提，當時第三戦隊司令官栗田健男中將因其艦隊在沒有航空支援下卻要攻擊航空基地面帶難色，對此山本五十六聯合艦隊司令長官以「如果說『金剛』與『榛名』去不了的話﹐那我自己就帶『大和』及『陸奧』去實行吧」來作強力遊說。
同年10月26日﹐參與了瓜達康納爾島一系列戰鬥內的南太平洋海戰，可是這場戰鬥始終是以航空母艦間為主的航空戰，並且「榛名」遠離主力航空母艦部隊參與另外的行動而失去戰鬥機會。
同年12月24日編入第三艦隊第三戰隊（為再編的航空母艦機動艦隊），翌年1943年2月支援瓜達康納爾島的撤退作戰（介號作戰）。其後返回日本內地進行修理及細微改裝，之後再次航向楚克島，但在5月時由於阿圖島玉碎等北方戰局惡化的原因而再次返回內地待機，直至翌月才再前往楚克島。在這期間的6月14日，艦長轉為森下信衛大佐。在之後到年尾雖然一直在楚克島與埃內韋塔克環礁方面活動，但是並沒有特別的戰鬥發生。
1944年1月25日，森下艦長轉任戰艦大和艦長後﹐繼任者為重永主計大佐。為了進行反攻，因此發動了「安號作戰」，打算將已在塞班島登陸的美軍及對其進行支援的美軍艦隊消滅，同年6月19日參加了馬里亞納海戰，並作為戰艦「大和」等的前衛部隊中的一艦出擊，可是主力航空母艦部隊卻受到嚴重損害而敗退，這時「榛名」也受到2發直擊彈命中而受損。這損傷為意料之外嚴重﹐雖然在後來完成修理，但後遺症是在全速航行下艦尾會出現振動等問題﹐這會影響到「榛名」戰鬥力的發揮。在損傷修理期間亦一併進行封閉舷窗等抗沉措施及大幅增強防空火力。
同年10月﹐為對應美軍在菲律賓及雷伊泰島登陸，因此參加了捷一號作戰，當時「榛名」為栗田中將所指揮的第一遊擊部隊中的一艦，並對登陸中的美國陸軍部隊進行砲擊並作進攻﹐後於25日在薩馬島近海發現由史伯格少將所指揮的第77任務部隊並與其交戰，這即為對美軍艦隊進行追擊的薩馬島海戰，可是由於前面所述受艦尾振動影響﹐因此「榛名」並不能幫助「金剛」擴大戰果。在混戰期間，栗田中將下達了撤退的命令，而「榛名」於返航途經蘇祿海（菲律賓西面）期間，受到前來追擊的美軍的至近彈所傷。後先返回新加坡進行修復，解決艦尾振動問題，再返回吳進行徹底修理。同年12月20日，由於重永艦長（10月15日晉昇少將）轉任高雄警備府參謀副長，因此由輕巡洋艦「矢矧」前艦長吉村真武大佐繼任，可是在吉村艦長的指揮下，「榛名」再沒有再次出擊的機會。

#### 最後階段

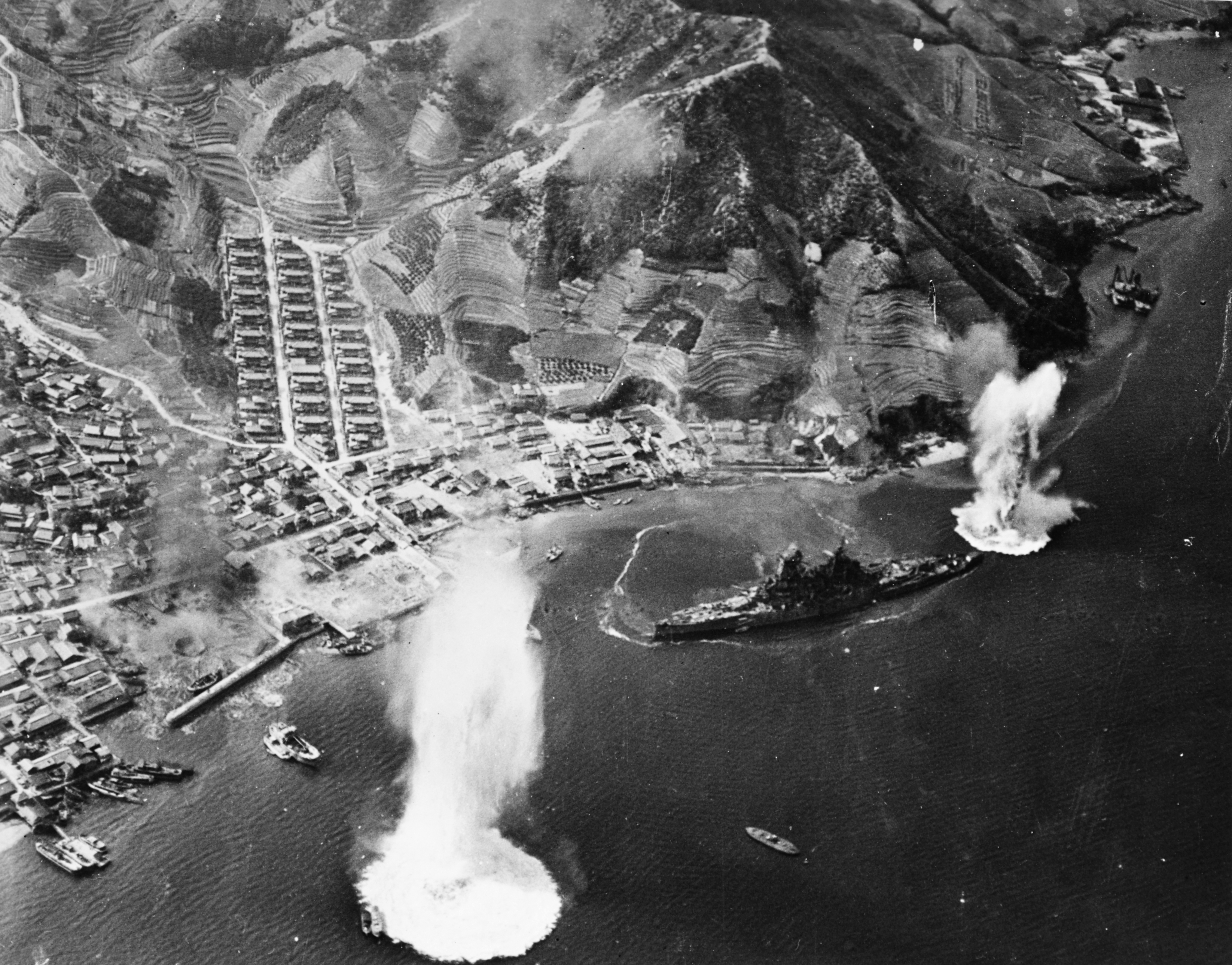
於江田島小用近海受到轟炸的「榛名」（1945年7月28日）

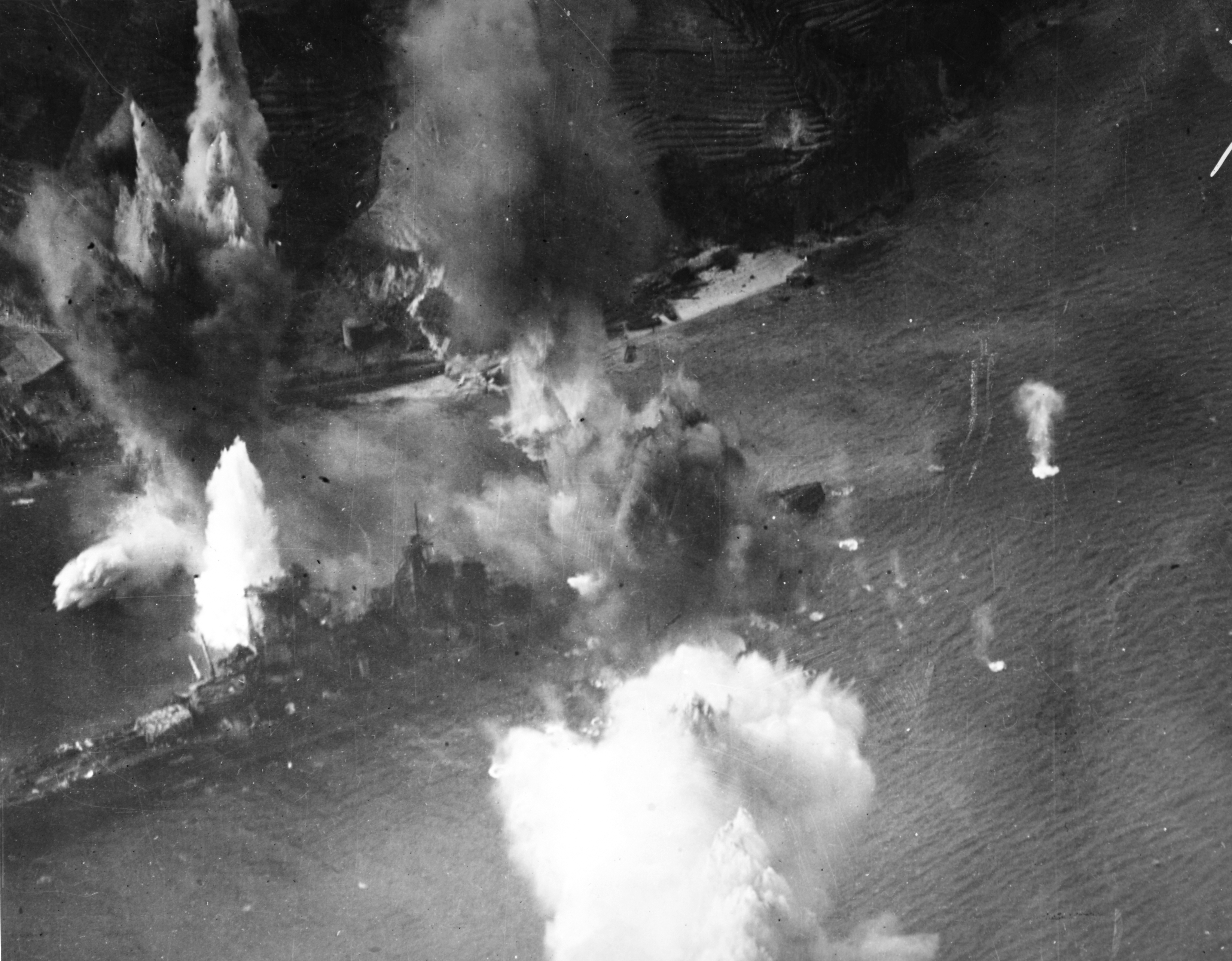
受到轟炸的「榛名」（近影）

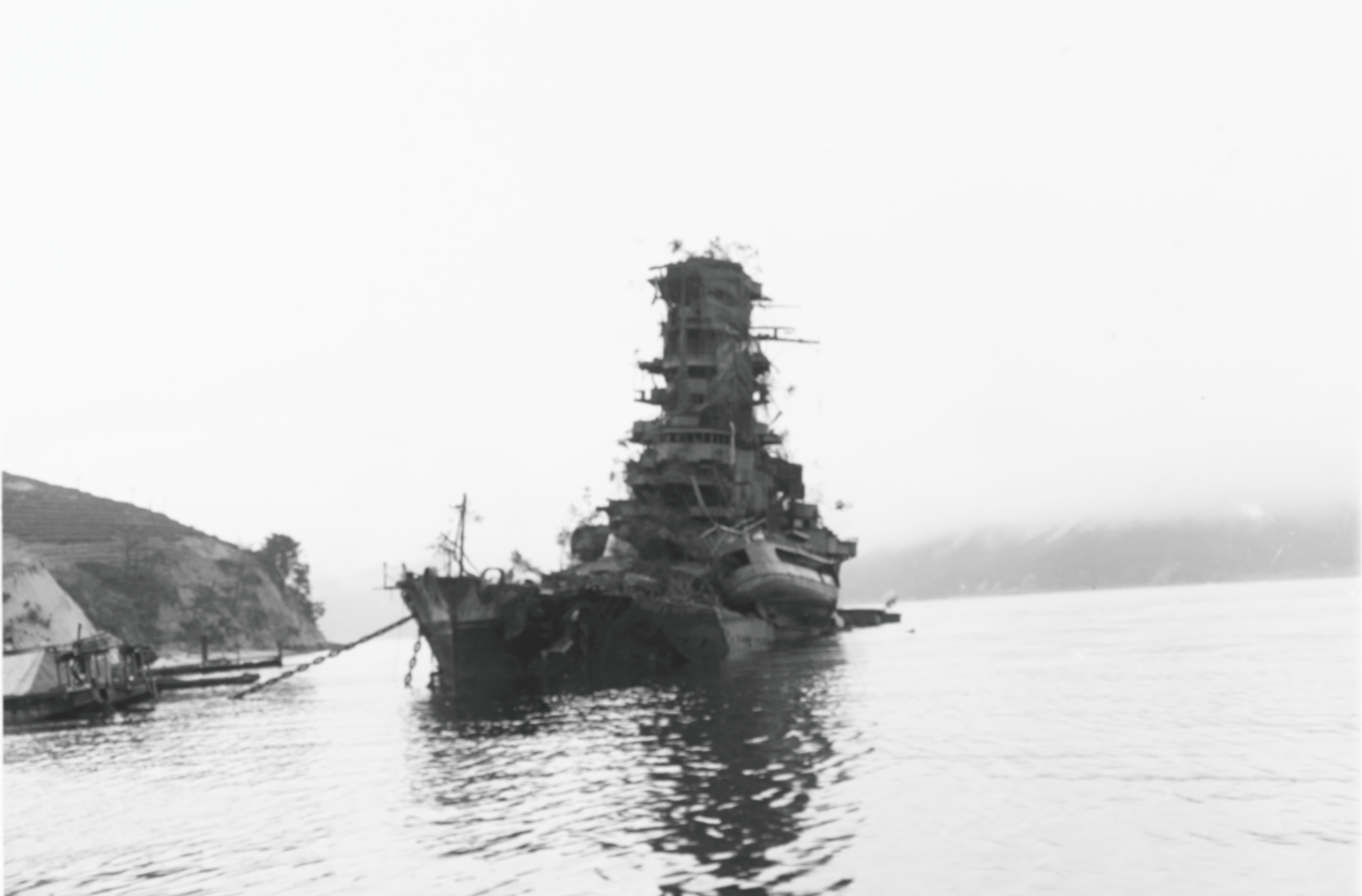
嚴重受損並坐底的「榛名」（1945年10月8日）

踏入1945年（昭和20年），由於陸續敗戰的日本缺少能供應給艦船使用的燃料﹐因此在雷伊泰灣海戰後倖存的「榛名」在接受修理後一直停泊在吳港。在移籍到吳鎮守府後，於2月改為吳鎮守府的警備艦，於1945年3月19日在吳海軍工廠前（與工廠內）停泊期間，受到密茲契中將所率領的美軍第58特遣艦隊的艦載機轟炸，不過損害輕微。於4月被編入預備艦籍，並將馬里亞納海戰後新增的對空火器、原有的大半的副砲、以及對空指揮裝置等設施拆除，用以作為陸上防衛。於6月22日被B-29一枚炸彈擊中，後來因需用作貼岸的防空砲台，而轉到吳港的對岸江田島小用近海下錨，結果這處就成為「榛名」最後所在之地。於7月24日與28日的吳軍港空襲中，這次受到麥凱恩中將所領率的第38任務部隊的大規模攻擊，當時在吳港內﹐還在跟「榛名」同樣因缺乏燃料而無所作為的航空戰艦「伊勢」、「日向」與航空母艦「天城」，於美軍進行攻擊期間，「榛名」利用2號砲塔的砲側瞄準，並以三式彈射擊以進行激烈的抵抗，但「榛名」亦被20發以上的炸彈擊中而嚴重損毀，最終入水及坐沈。雖然這時前部主砲與一部份的防空武器仍然能夠使用，但此時「榛名」已經再也沒有作戰的機會，最後就此直到終戰。另外，「榛名」在最後期時，其主砲被塗上橫紋迷彩，而艦橋也使用網進行偽裝，不過這時進行這些動作已無實質意義。
而在7月28日的攻擊中，「榛名」擊落了2架B-24（「塔羅亞號」及「朗薩姆女士號」）。兩機的乗員全被俘虜﹐並且收押在廣島。其後在8月6日因遇上廣島原爆，除被送往東京審問的「朗薩姆女士號」的機長外，其他美軍乘員全部不幸被炸死。
「榛名」在吳港停泊期間，遭受到轟炸時被炸彈命中的數量，根據美國戰略轟炸調査團得出的數字為於3月19日1枚、6月22日7枚、7月24日1枚、7月28日7枚及眾多的至近失彈多数。而在留下來的照片中看到「榛名」的後部大幅傾斜，而從正面拍到的照片可看到艦首左舷損毀嚴重，這是因為右舷側為接近江田島的原故，因此美軍的攻擊主要在左舷。而美國戰略轟炸調査團得出的數字與上面記述有所差異的原因，是日美兩方對直擊彈及近失彈的理解不同所致。
於1945年11月20日除籍，並於1946年5月2日進行打撈拆解工程，最後在同年7月4日完成拆解。
戰艦「榛名」雖然在開戰時艦齡已達26年的老艦，不過卻一直在最前線並參與過多場主要海戰，亦多次受到不同損傷。這個情況，正與在開戰前完工，也參加過多場主要海戰卻幾乎無損，並被稱為「幸運的空母」的航空母艦「瑞鶴」形成強烈的對比﹐但是該兩艦與驅逐艦「雪風」一樣被評價為「日本海軍的武勳艦」。另外「榛名」亦在日本戰艦之中經歷最多海戰卻仍然倖存者，雖然在最終被解體作結局﹐但在不少書籍中將之記述為「戰艦『榛名』為戰後復興提供了材料」。

## 主要數據一覽
| 主要目   | 新建造時 （1915年）                                                 | 第1次改裝後 （1928年）                                                  | 第2次改裝後 （1938年）                | 雷伊泰灣海戰時 （1944年）            |
| -------- | ------------------------------------------------------------------- | ----------------------------------------------------------------------- | ------------------------------------- | ------------------------------------ |
| 排水量   | 常備：27,384噸 滿載：32,306噸                                       | 基準：29,330噸 常備：31,785噸                                           | 基準：32,156噸 常備：35,600噸         |                                      |
| 全長     | 214.6米                                                             | ←                                                                       | 222米                                 | ←                                    |
| 全闊     | 28.04米                                                             | 31.02米                                                                 | ←                                     | ←                                    |
| 吃水     | 8.218米（常備） 9.419米（滿載）                                     | 8.65米                                                                  | 9.18米                                |                                      |
| 鍋爐     | 亞羅式混燒鍋爐36座                                                  | 艦本式呂號専燒鍋爐4座 同混燒鍋爐10座                                    | 呂號艦本式大型3座 同中型6座 同小型2座 | ←                                    |
| 引擊     | 布朗·科蒂斯式直結渦輪引擎2座4軸                                     | ←                                                                       | 艦本式渦輪引擎4座4軸                  | ←                                    |
| 軸馬力   | 64,000匹                                                            | 75,600匹                                                                | 136,000匹                             | ←                                    |
| 速度     | 27.5節                                                              | 25節                                                                    | 30節                                  |                                      |
| 續航距離 | 8,000海里/14節                                                      | 9,500海里/14節                                                          | 10,000海里/18節                       |                                      |
| 燃料     | 煤炭：4,000噸 重油：1,000噸                                         | 煤炭：2,500噸 重油：3,250噸                                             | 重油：6,678噸                         |                                      |
| 乘員     | 1,221人                                                             |                                                                         | 1,315人                               |                                      |
| 主砲     | 四一式35.6厘米聯裝砲4座                                             | ←                                                                       | ←                                     | ←                                    |
| 副砲     | 四一式15.2厘米單裝16門                                              | ←                                                                       | 同16門 （後為14門）                   | 同8門                                |
| 高角砲   | 沒有                                                                | 8厘米單裝砲4門                                                          | 12.7厘米聯裝砲4座                     | 同6座                                |
| 機槍     | 沒有                                                                | ←                                                                       | 25毫米聯裝10座 （稍後裝備）           | 25毫米3聯裝24座 同聯裝2座 同單裝23挺 |
| 魚雷     | 53厘米水中發射管8門                                                 | 同4門                                                                   | 沒有？                                | ←                                    |
| 其他武裝 | 短8厘米砲4門 朱式6.5毫米機槍3挺                                     |                                                                         |                                       | 21號電探1座 22號2座 13號2座          |
| 裝甲     | 水線203毫米 甲板19毫米 主砲塔頂板75毫米 同前盾250毫米 副砲廓152毫米 | 水線203毫米 甲板19毫米※※ 主砲塔頂板150毫米 同前盾250毫米 副砲廓152毫米? |                                       |                                      |
| 艦載機   | 沒有                                                                | 1架?                                                                    | 3架 彈射器1座                         | ←                                    |

※ ←與左相同（沒有變更）。空白則為不明。1944年的數據有部分為推斷。

※※ 鍋爐室水平防御64毫米、機械室83-89毫米、彈藥庫102-114毫米、操舵室增加至76毫米等

### 海試成績
| 狀態        | 排水量   | 出力      | 速度     | 海試日期                 | 海試地點     | 備註      |
| ----------- | -------- | --------- | -------- | ------------------------ | ------------ | --------- |
| 竣工時      | 27,598噸 | 80,496匹  | 27.78節  | 1915年（大正4年）1月23日 | 由良標柱間   | 10/10全力 |
| 第1次改裝後 | 33,825噸 | 75,807匹  | 25.861節 | 1928年（昭和3年）5月25日 | 館山沖標柱間 |           |
| 第2次改裝後 | 36,259噸 | 136,388匹 | 30.2節   | 1934年（昭和9年）8月28日 | 沖之島標柱間 | 10/10全力 |

## 歷代艦長
※資料為基於14-16頁、『日本海軍史』第9巻・第10巻的「將官履歷」及『官報』。

### 艤裝員長
1. 舟越楫四郎 大佐：1913年12月1日－

### 艦長
1. 舟越楫四郎 大佐：1913年12月14日－
2. 布目滿造 大佐：1915年12月13日－
3. 百武三郎 大佐：1916年12月1日－
4. 谷口尚真 大佐：1917年9月15日－
5. 佐野常羽 大佐：1917年12月1日－
6. 大石正吉 大佐：1919年11月20日－
7. 大見丙子郎 大佐：1920年11月20日－
8. 上田吉次 大佐：1921年11月20日－
9. 小山武 大佐：1922年7月1日－
10. （兼）森初次 大佐：1922年11月10日－
11. 小泉親治 大佐：1922年12月1日－
12. 七田今朝一 大佐：1923年12月1日－
13. 宇川濟 大佐：1924年4月15日－
14. 田村丕顯 大佐：1924年9月1日－
15. 近藤直方 大佐：1924年12月1日－
16. 石川清 大佐：1925年7月10日－
17. 益子六彌 大佐：1926年12月1日－
18. （兼）東林岩次郎 大佐：1927年12月1日－
19. 亥角喜藏 大佐：1927年12月28日－
20. 後藤章 大佐：1928年12月10日－
21. 有地十五郎 大佐：1929年11月30日－
22. 園田實 大佐：1931年2月10日－
23. 住山德太郎 大佐：1931年12月1日－
24. 片桐英吉 大佐：1932年11月15日－
25. 水戸春造 大佐：1933年11月15日－
26. 岩下保太郎 大佐：1935年4月16日－
27. 小澤治三郎 大佐：1935年10月28日－
28. 伊藤整一 大佐：1936年12月1日－
29. 大島乾四郎 大佐：1937年11月15日－
30. （兼）水野準一 大佐：1938年3月9日－
31. 藤田利三郎 大佐：1938年7月15日－
32. 西村祥治 大佐：1939年5月18日－
33. 木村進 大佐：1940年11月1日－
34. 高間完 大佐：1941年8月20日－
35. 石井敬之 大佐：1942年6月20日－
36. 森下信衛 大佐：1943年6月14日－
37. 重永主計 大佐：1944年1月25日－
38. 吉武真武 大佐：1944年10月15日－

## 同型艦
- 金剛 [II]
- 比叡 [II]
- 霧島

## 註腳
1. 1 2  #海軍制度沿革8(1971)p.75、大正3年12月6日(達180)。
2. 1 2 3  #海軍制度沿革8(1971)p.95、昭和6年6月1日(内令111)。
3. 1 2  #海軍制度沿革8(1971)pp.88-92、大正15年11月29日(内令238)。
4. 1 2 3 4 5 6  #海軍制度沿革11-2(1972)pp.1058-1059、昭和3年2月14日(内令43)艦船要目公表範囲。
5. ↑  #戦史叢書31海軍軍戦備1pp.229-230
6. ↑  #戦史叢書31海軍軍戦備1pp.226-227,232
7. ↑  落合康夫「戦艦『榛名』行動年表」、#写真日本の軍艦第2巻169頁。
8. 1 2 3 4  #日本の戦艦(上)2001p.222
9. ↑  #幕末以降帝国軍艦写真と史実p.109『山名に採る、榛名山、一名榛名山は上野国にあり、標高4808尺、妙義、赤城の二山と併せ称して上毛の三名山とす。』
10. ↑  『群馬の史蹟めぐり』p.46
11. ↑  #連合艦隊戦艦12隻を探偵する114頁
12. 1 2  #川崎造船所四十年史p.61
13. ↑  大正天皇実録第四 2019，第337a頁(大正4年6月5日記事)横須賀軍港に行幸
14. ↑  大正天皇実録第四 2019，第338頁新造軍艦を横須賀軍港に集む
15. ↑  大正天皇実録第四 2019，第337b頁軍艦榛名に乗御
16. ↑  大正天皇実録第四 2019，第337c頁軍艦霧島に移御
17. ↑  大正天皇実録第四 2019，第337d頁.
18. 1 2 3  #聯合艦隊軍艦銘銘伝102頁
19. 1 2  『昭和御大礼参列記念録』p.138
20. ↑  『練習兵用国語教科書. 巻1』p.6
21. ↑  #聯合艦隊軍艦銘銘伝101頁
22. ↑  （日語） T.C. Cartwright著 森重明譯（日本放送出版協會、2004）64-76頁

## 關聯項目
- 金剛型戰艦
- 大日本帝國海軍艦艇一覽
- 榛名型護衛艦（為同樣使用「榛名」為艦名的艦船）
- 榛名由梨（前寶塚歌劇團月組中，負責飾演男角的女演員，其藝名的來源，為父親曾作為乘組的舊海軍戰艦『榛名』）

## 外部連結
- （日語）
- （日語）WW2DB: 榛名 （页面存档备份，存于）